# Niklas Castro
Niklas Fernando Nygård Castro (* 8. Januar 1996 in Oslo) ist ein chilenisch-norwegischer Fußballspieler. Der Stürmer steht bei SK Brann unter Vertrag. Er besitzt sowohl die norwegische als auch die chilenische Staatsbürgerschaft und bestritt 2020 ein Länderspiel für die chilenische Nationalmannschaft.

## Karriere

### Verein
Während seiner Kindheit und Jugend spielte Niklas Castro, dessen Vater aus Chile kommt und dessen Mutter Norwegerin ist, bei IL Manglerud Star aus dem Osloer Stadtteil Manglerud, bevor er in die Jugend von Vålerenga Oslo wechselte. Am 9. April 2016 gab der 20-jährige beim 1:2 im Auswärtsspiel gegen Stabæk Fotball sein Debüt in der höchsten norwegischen Spielklasse. Während der Saison 2016 kam Castro für die Osloer zu neun Einsätzen. Zur Saison 2017 wechselte er zum Zweitligisten Kongsvinger IL. Dort erkämpfte Niklas Castro sich einen Stammplatz und erzielte in seiner ersten Saison in 25 Partien zwölf Tore. In der Folgesaison waren es elf Treffer in 28 Spielen. Zur Saison 2019 wurde Castro vom Ligakonkurrenten Aalesunds FK unter Vertrag genommen. Mit 17 Toren in 24 Partien trug er zum Aufstieg in die höchste norwegische Spielklasse bei. 2022 folgte der Wechsel zum damaligen Zweitligisten SK Brann. Am Ende der Saison stand erneut ein Aufstieg. Seit 2023 spielt Castro für Brann in der ersten norwegischen Liga.

### Nationalmannschaft
Am 3. Oktober 2019 wurde Niklas Castro von Chiles Nationaltrainer Reinaldo Rueda für den Kader für die Testspiele gegen Kolumbien und Guinea auf spanischem Boden nominiert. Da er zu diesem Zeitpunkt noch nicht die chilenische Staatsbürgerschaft besaß, wurde er als „spezieller Gast“ bezeichnet. Waldemar Coutts, Botschafter von Chile in Norwegen, bestätigte im Februar 2020 die Einbürgerung von Castro. Am 14. November 2020 wurde Castro im WM-Qualifikationsspiel gegen Peru sechs Minuten vor Ende des Spiels eingewechselt. Dies blieb bisher (Stand: 16. Februar 2025) sein einziges Länderspiel für Chile.

## Erfolge
Aalesunds
- Norwegischer Zweitligameister: 2019

SK Brann
- Norwegischer Zweitligameister: 2022
- Norwegischer Pokalsieger: 2022